# Dušan Vujović

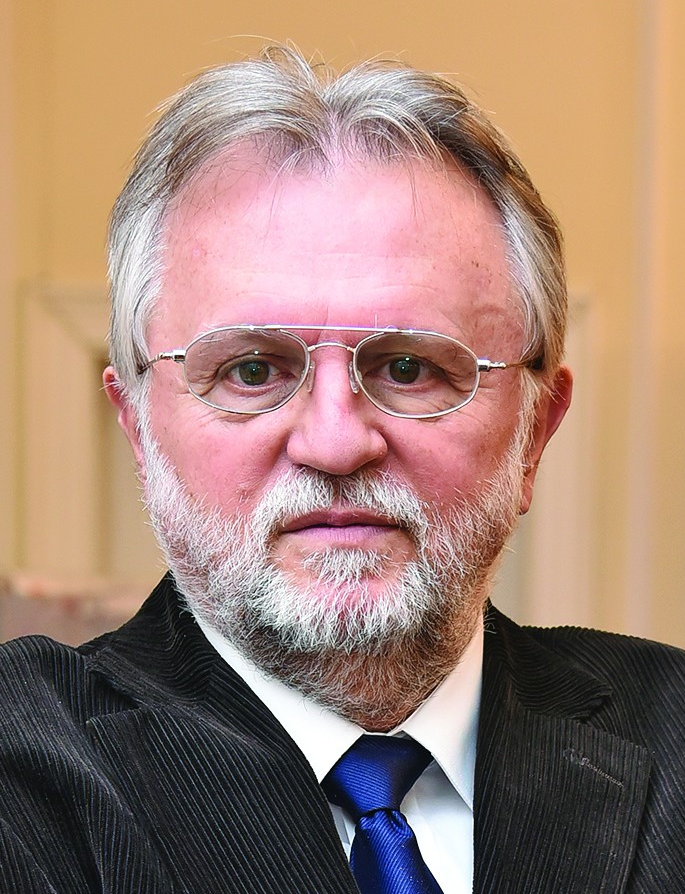
Dušan Vujović (2015)

Dušan Vujović (serbisch-kyrillisch Душан Вујовић; * 22. Juli 1951 in Požarevac, SFR Jugoslawien; † 15. Mai 2025) war ein serbischer Ökonom und Politiker (parteilos). Von 2014 bis 2018 war er serbischer Finanzminister.

## Leben
Er studierte Wirtschaftswissenschaft an der Universität Belgrad, wo er 1984 promoviert wurde. Ab 1974 war er Assistent am Institut za međunarodnu politiku i privredu, ab 1975 an der Wirtschaftsfakultät der Universität Belgrad, wo er 1985 bis 1992 zunächst Dozent, dann außerordentlicher Professor war. Ab 1992 war er Mitarbeiter der Weltbank. Er lehrte als ordentlicher Professor an der Fakultät für Wirtschaft, Finanzen und Administration der privaten Universität Singidunum in Belgrad.
In der im April 2014 gebildeten Regierung von Aleksandar Vučić war er zunächst Wirtschaftsminister. Nach dem Rücktritt des bisherigen Finanzministers Lazar Krstić folgte ihm Vujović im Juli 2014 im Amt und amtierte bis 2018 in den Kabinetten Vučić I, Vučić II und Brnabić I. Sein Nachfolger wurde Siniša Mali.

## Veröffentlichungen
- (mit Arne Drud und Wafik Grais): Thailand : an analysis of structural and non-structural adjustments, 1982, ISBN 0-8213-0023-7
- (mit Miroljub Labus): Opšta privredna ravnoteža (Allgemeines wirtschaftliches Gleichgewicht), 1990
- (mit Irma Adelman und Peter Berck): Designing gradual transition to market economies, CUDARE Working papers Nr. 586, 1991; auch abgedruckt in: European economic integration. A challenge in a changing world, hrsg. v. Mathias Dewatripont, 1994, ISBN 0-444-89174-9, S. 239–282